# Clay (New York)
Clay város Onondaga megyében, New York államban, az Amerikai Egyesült Államok területén. Lakosainak száma 60 527 fő (2020. április 1.).  Nevét Henry Clay amerikai államférfi után kapta.

## Története
Clay szerepelt a Közép-New York-i hadi traktában. Első lakosai 1791-ben telepedtek le a mai város helyén. A várost hivatalosan 1827-ben alapították: ekkor vált külön Cicerótól.

## Földrajza
Az Egyesült Államok Népszámlálási Hivatala adatai alapján a város területéből 126,4 km² (48,8 négyzetmérföld) szárazföld, valamint 2 km² (0,8 négyzetmérföld), azaz a teljes terület 1,6%-a víz.
A város északi határát Oswego megye határa, az Oneida-folyó képezi. Nyugatról a Seneca-folyó határolja. A felújított Erie-csatorna a városhatár mentén folyik.
Legfontosabb közlekedési útvonalai a NY-31 és NY-481 országutak.

## Népessége
A 2000-es népszámlálás adatai szerint 58 805 fő lakta, ez 22 294 háztartást avagy 15 940 családot jelent. Népsűrűsége 472,9 fő/km². 92,13%-ban fehérek, 3,5%-ban feketék, 0,47%-ban amerikai őslakók népesítik be.
Egy-egy háztartás átlagos éves jövedelme 50 412 amerikai dollár, vagyis családonként 57 493 $. A családok 4,1%-a, a népesség 5,7%-a él a szegénységi vonal alatt.
| 2010 | 58 206 |
| 2020 | 60 527 |

## Clay közösségei
| - Bayberry - Belgium - Cherry Estates - Clay - Elmcrest - Euclid - Kimbrook - Lynelle Meadows | - Moyers Corners - North Syracuse - Rodger Corner - Three Rivers - Woodard - Youngs |